# 孫玉書
孫玉書（そん ぎょくしょ）は清朝の官吏で、本籍は中国浙江。1765年（乾隆30年）に金璧熒に代わり、台湾の台北地区にて八里坌巡検（大台北地区の地方長官）の職を務めた。